# Gary M. Heidnik
Gary Michael Heidnik (født 22. november 1943, død 6. juli 1999) var en amerikansk morder, der kidnappede, torturerede og voldtog seks kvinder og holdt dem fanget i sin kælder i Philadelphia, Pennsylvania.

## Barndom
Heidnik var søn af Michael og Ellen Heidnik og voksede op i en forstad til Cleveland, Ohio. Hans bror, Terry, var et år yngre. Da Heidnik var to år gammel, søgte hans far om skilsmisse på grund af Ellens alkoholisme. Heidnik-børnene blev hos deres mor i fire år, inden de kom til at bo hos faderen og dennes nye kone. Heidnik påstår senere, at han ofte blev følelsesmæssigt misbrugt af sin far. Heidnik havde et livslang problem med sengevædning, og hans far ydmygede ham ved at hænge hans våde lagner fra hans soveværelsesvindue på anden sal til fuld skue for deres naboer.
I skolen blev Heidnik ofte mobbet på grund af hans deforme hoved, som, han og broderen Terry hævdede, var resultatet af, at han faldt ned fra et træ som ganske ung. Heidnik klarede sig fagligt godt i skolen og blev testet til at have en IQ på 130. Hans far opfordrede den 14-årige Gary til at indskrive sig på Staunton Military Academy i to år. Han forlod skolen før eksamen, og efter endnu en periode i den offentlige skole gik han ud af skolen og meldte sig som 17-årig til United States Army.

## Voksenalderen
Heidnik gjorde tjeneste i hæren i 13 måneder. Under grunduddannelsen vurderede Heidniks instruktør ham som "udmærket". Efter at have afsluttet grunduddannelsen ansøgte han om flere specialiserede stillinger, herunder blandt andet militærpolitiet, men blev afvist. Han blev sendt til San Antonio, Texas, for at blive uddannet som sanitetsassistent og klarede sig godt under uddannelsen, men Heidnik opholdt sig ikke længe i San Antonio. Han blev udstationeret ved the 46th Army Surgical Hospital i Landstuhl, Tyskland. Inden for få uger af hans nye udstationering i Tyskland fik han sin GED (General Educational Development). I august 1962 meldte Heidnik sig syg. Han klagede over svær hovedpine, svimmelhed, sløret syn og kvalme. En neurolog diagnosticerede Heidnik med gastroenteritis og bemærkede, at Heidnik også viste symptomer på psykisk sygdom, for hvilket han fik ordineret trifluoperazine (Stelazine). I oktober 1962 blev Heidnik overført til et militærhospital i Philadelphia, hvor han blev diagnosticeret med Skizoid personlighedsforstyrrelse og fik en afskedigelse fra militærtjeneste.
Kort efter sin afskedigelse fra militæret blev Heidnik sygeplejerske med licens fra staten til at give patientpleje, og han begyndte på University of Pennsylvania, hvor han droppede ud efter et semester. Han arbejdede derefter som psykiatrisk sygeplejerske på Veterans Administration hospital i Coatesville, men blev fyret for dårlig fremmøde og uhøflig adfærd over for patienterne. Fra august 1962 og frem til sin anholdelse i marts 1987, ryger Heidnik ind og ud af psykiatriske hospitaler og havde forsøgt selvmord mindst 13 gange. I 1970 begik hans mor Ellen selvmord ved at drikke kviksølvklorid. Broderen Terry forsøgte også flere gange at begå selvmord.
I oktober 1971 blev Heidnik medlem af en kirke med navnet the United Church of the Ministers of God, og i begyndelsen havde kirken kun fem tilhængere. I 1975 åbnede Heidnik en konto i kirkens navn i Merrill Lynch. Det oprindelige indskud var 1.500$. Heidnik lavede en række af intelligente investeringer over de næste 12 år, der begynder med en investering i Playboy, og i sidste ende tjente han over $500.000. I 1986 var the United Church of the Ministers of God en blomstrende og velhavende kirke.
Heidnik fik også et barn med Anjeanette Davidson. Deres datter, Maxine Davidson, blev født den 16. marts 1978. Barnet blev straks efter fødslen anbragt i familiepleje. Kort efter Maxines fødsel blev Heidnik anholdt for kidnapningen og voldtægt af Anjeanettes søster Alberta, som boede på en institution for mentalt handicappede i Penn Township.
Heidnik brugte et ægteskabsbureau til at finde sig en ny kone, som han skrev sammen med i to år via e-mail, før han friede til hende. Betty Disto ankom fra Filippinerne i september 1985 og blev gift med Heidnik i Maryland den 3. oktober 1985. Ægteskabet forværres hurtigt, efter hun fandt Heidnik i seng med tre andre kvinder. Under deres korte ægteskab tvang Heidnik sin kone til at se på, mens han havde sex med andre kvinder. Med hjælp fra det filippinske samfund i Philadelphia blev Betty i stand til at forlade sin voldelige mand i januar 1986. Ukendt for Heidnik, indtil sin ekskone søgte om børnebidrag i 1987, havde han gjort Betty gravid i løbet af deres korte ægteskab. Den 15. september 1986 fødte Betty en søn, som hun navngav Jesse John Disto.
I 1997 indgav Heidniks datter, Maxine, og ekskone, Betty, appel i forbindelse med Heidniks dødsdom.

## Kriminelle karriere
I 1976 blev Heidnik anklaget for grov vold og overtrædelse af våbenloven efter at have skudt efter lejeren af et hus, han ønskede at leje.
I 1978 udskrev Heidnik sin kæreste Anjeanette Davidsons søster, Alberta, fra en institution for mentalt handicappede på en dags orlov og holdt hende fanget i et aflåst lagerrum i sin kælder i 1978. Efter hun blev fundet og returneret til hospitalet, afslørede undersøgelser, at hun var blevet voldtaget, udsat for sodomi og havde fået gonorré. Heidnik blev anholdt og sigtet for kidnapning, voldtægt, ulovlig frihedsberøvelse, falsk fængsling, ufrivillig afvigende samleje, og gribe ind i forældremyndigheden over en person.
Sagen kom for retten i november 1978, hvor han blev fundet skyldig og dømt til 3 til 7 års fængsling. I 1980 gav Heidnik et stykke papir til en vagt, hvorpå der stod, at Satan havde stoppet en småkage ned i halsen på ham for at forhindre ham i at tale. Han talte ikke de næste 2 år og 3 måneder. Den oprindelige dom blev ændret appelinstansen, og Heidnik tilbragte tre år i sin dom på institutioner for sindslidende, før han blev løsladt i april 1983 under tilsyn af et statsligt sanktioneret mentalt sundhedsprogram.
Efter hans kone Betty forlod ham i 1986, blev Heidnik anholdt endnu en gang og anklaget for overfald, voldtægt og ufrivillig afvigende samleje. De anklager blev senere afvist, da Betty udeblev fra det indledende retsmøde

### Liste over tilfangetagne
- Josefina Rivera, 25 år, kidnappet den 26. november 1986
- Sandra Lindsay, 24 år, kidnappet den 3. december 1986, myrdet i februar 1987
- Lisa Thomas, 19 år, kidnappet den 23. december 1986
- Deborah Dudley, 23 år, kidnappet den 2. januar 1987, myrdet den 22 marts 1987
- Jacqueline Askins, 17 år, kidnappet den 18. januar 1987
- Agnes Adams, 24 år, kidnappet den 23. marts 1987

## Status som seriemorder
Heidnik er ofte nævnt som værende en seriemorder. Da han har begået to mord, passef han ikke passe ind i FBIs definition af en seriemorder, som dikterer, at der skal begås "tre eller flere mord" for at blive klassificeret som seriemorder. Men i National Institute of Justices definition af en seriemorder, er det mindst to mord. Ifølge doktor Michael Stones målestok for ondskab fra niveau 1 til niveau 22, blev Heidnik placeret på niveau 22.